# Punjab & Sind Bank
Punjab & Sind Bank est une banque dont le siège social est situé à New Delhi en Inde. Elle est créée en 1908. Elle est détenue par l'état indien depuis sa nationalisation en 1980.